# 高崎健康福祉大学短期大学部
高崎健康福祉大学短期大学部（日语：／ Takasaki Kenkō Fukushi Daigaku  Tanki Daigakubu *）是過去一所位于日本群马县高崎市的私立短期大学。

## 概要

### 简介
- 学校最早可以追溯到1936年[1]。短期大学为于1966年开办[1]、从2001年4月由学校法人高崎健康福祉大学经营、前群马女子学园到2001年3月。开始招収男学生从2001年到2011年。停办于2013年。

### 历史
- 1966年 群马女子短期大学成立并同时设置家政科[1]。
- 1967年 日文科[注 10]成立[1]。
- 1968年 业余课程家政专修成立[2]。
- 1969年 日文科[注 10]变更为日文学科[注 11]、家政科变更为家政学科[1]。
- 1970年 家政学科分离为家政专攻和食物营养专攻[1]。
- 1989年 经营信息学科成立[1]。
- 1990年 家政学科变更为生活学科及家政专攻变更为生活教养专攻[1]。
- 2000年 日文学科[注 11]变更为日语沟通学科[注 6]、经营信息学科变更为信息文化学科[1]。生活学科食物营养专攻招生最后。
- 2001年 改校名为高崎健康福祉大学短期大学部、开始招収男学生。
- 2002年 今年3月31日生活学科食物营养专攻停办[3]。从今年4月儿童福利专攻成立于生活学科[1]、日语沟通学科[注 6]招生最后[3]。
- 2003年 护理学科成立[1]。生活学科生活教养专攻招生最后[3]。
- 2004年 今年3月31日日语沟通学科[注 6]停办。从今年4月1日儿童福利专变更为儿童福利学科。
- 2005年 今年4月生活学科、经营信息学科、护理学科各自招生最后[3]。今年6月1日生活学科生活教养专攻停办[3]。
- 2007年 今年3月31日生活学科停办[3]。今年9月30日经营信息学科停办[3]。
- 2009年 今年3月31日护理学科停办[3]。
- 2011年 短期大学招生最后。
- 2013年 停办。

## 学校环境
- 校区：在了群马县高崎市中大类町58-2

## 历任校长
- 原田长雄：第一代短期大学校长[4]。
- 须藤贤一：最后现在短期大学校长[3]。

## 组织

### 学科
- 儿童福利学科

### 前学科
- 生活学科[注 2][注 3]
  - 生活教养专攻[注 4]
  - 食物营养专攻[注 5]
- 日语沟通学科[注 7]
- 信息文化学科[注 2][注 8]
- 护理学科[注 2][注 9]

### 专科
| - 没有 |

### 业余课程
| - 家政专修：已停办 |

### 附属学校
| - 幼儿园：成立于1974年 - 高等学校：成立于1968年 |

## 相关链接
- 日本短期大学列表
- 高崎健康福祉大学